# 孫德巴赫河
51°58′7″N 8°28′8″E / 51.96861°N 8.46889°E

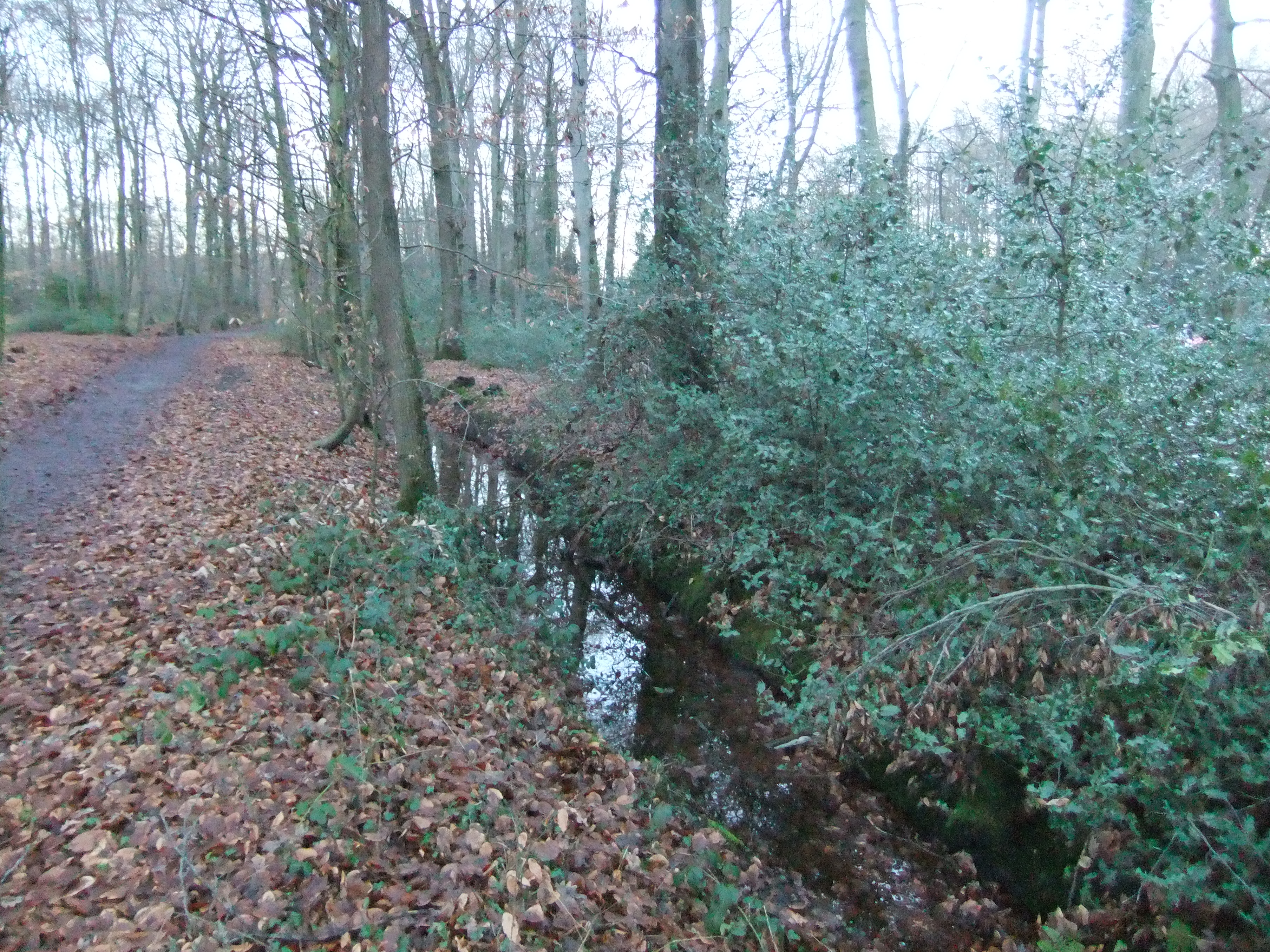

孫德巴赫河（德語：Sunderbach），是德國的河流，位於該國西部，流經北萊茵-威斯特法倫州，屬於特呂格爾巴赫河的右支流，河道全長2.8公里，發源自比勒費爾德以南。